# Litaneutria
Litaneutria — рід дрібних богомолів родини Amelidae, види якого поширені в Північній Америці Самці крилаті, крила самиць вкорочені. Налічує понад 10 видів.

## Опис
Маленькі богомоли, тіло сірувате, жовтувате, брунатне.

## Види
Після ревізії 2021 року містить 11 видів
- Litaneutria baccina Anderson, 2021
- Litaneutria chaparrali Anderson, 2021
- Litaneutria emarginata  Anderson, 2018
- Litaneutria littoralis Anderson, 2021
- Litaneutria minor (Scudder, 1872)
- Litaneutria obscura  Scudder, 1896
- Litaneutria ocularis Saussure, 1892
- Litaneutria pacifica Scudder, 1896
- Litaneutria scopulosa Anderson, 2021
- Litaneutria skinneri Rehn, 1907
- Litaneutria superna Anderson, 2021